# Dianthus szowitsianus
Dianthus szowitsianus är en nejlikväxtart som beskrevs av Pierre Edmond Boissier. Dianthus szowitsianus ingår i släktet nejlikor, och familjen nejlikväxter. Inga underarter finns listade i Catalogue of Life.